# 福徵寺
福徵寺（音譯“布特苏默”，另译“包头召”），位于内蒙古自治区包头市东河区，是一座藏传佛教格鲁派寺院。該寺廟位於舊城東河區的制高點北梁，北梁因为包头召而称“召梁”。

## 历史
福徵寺创建于清朝康熙年间，本来是土默特蒙古族右翼六甲喇巴姓十五宗系户集资建造的家庙。辛亥革命前后，土默特旗参领驻包头办事处、蒙民生计会、南海官渡办事处、蒙族小学校等单位均设在福徵寺。福徵寺当时一度成为包头的政治、经济、文化、宗教活动中心。
該廟原屬歸化城土默特右翼（今土默特右旗）巴拉格特氏（清中期後汉化为巴氏家族），巴氏家族在民初出过不少名人：
- 巴文峻，早年在天津上学时参加五四运动，被军警关押38天，经周恩来营救返回天津，1926年留法勤工俭学，经周恩来介绍加入旅欧中国社会主义青年团，曾经掩护周恩来脱险，还为周恩来从事革命活动筹款。
- 巴维钊，中国国民党清党后，以福徵寺和阿都沁村老家为交通站，掩护中共人员，1934年中共绥远特委自包头转移到阿都沁村后，因掩护经蒙古人民共和国赴苏联向共产国际汇报工作的中共人员，身份暴露，遭马鸿逵部抓捕，29岁在榆林监狱惨死。
- 巴增华，在北京蒙藏学校学习时，结识不少革命人士，毕业后返回包头，任福徵寺土默特第五小学校长。1933年秋，刘仁等人在包头组建中共绥远特委，巴增华建议将特委机关设在他家后院（东门大街12号），刘仁在该院居住。1939年，他护送胞妹巴增秀赴延安。[4]

1921年中国共产党成立。此后，中共北方领导人李大钊、邓中夏在北京蒙藏学校的蒙古族青年学生中发展中国共产党党员。1924年下半年起，在北京蒙藏学校学习的多松年、李裕智、孟纯、奎璧、乌兰夫、吉雅泰等人先后加入中国共产党。1925年初，中共北方区委在内蒙古设立4个工作委员会（以下简称“工委”），吉雅泰任绥远工委书记（包括歸綏一帶），李裕智任包头工委书记，多松年任察哈尔工委书记（以張家口為中心），吴子征（乌子贞）在東蒙（包括赤峰、喀喇沁旗等地）从事革命宣传。
从1925年到1949年，福徵寺（包头召）一直是中国共产党的地下交通站。1925年，中共包头工委书记李裕智到包头开展革命活动，在福徵寺落脚。福徵寺流动人员多，十分繁华，且交通便利，非常适合革命者活动。李裕智来到包头后，首先找到好友李国祯，李国祯时任福徵寺院内的蒙古族小学校长。李国祯将李裕智安置在福徵寺东院居住。当时李裕智并未公开自己的中国共产党党员身份，而仅公开了自己的中国国民党党员身份。李裕智在住所大门外悬挂了一块“国民党乌兰察布盟特别区党部”的木牌。
此后，李裕智迅速在福徵寺（包头召）成立了包头第一个中国共产党组织“中共包头工委”。中共包头工委机关设在福徵寺东院正厅。中共包头工委成立后，李裕智发动了石拐煤矿工人千人大罢工。王若飞、乌兰夫、刘仁、多松年、奎璧、吉雅泰、李森、贾力更、高凤英等许多蒙古族、汉族革命者均曾在此留下足迹。1927年，中国国民党清党，李裕智被害。但许多革命者，如恒升、李森、奎璧、吉雅泰、高布泽博、贾力更、勇夫、高凤英等人仍然经常夜宿福徵寺，继续为中国共产党工作。乌兰夫、吉雅泰等一批中国共产党党员转移到共产国际所在的苏联及共产国际的支部蒙古人民共和国转移，福徵寺是这些人的中转站。
1931年，中共西北特委书记王若飞到包头指导工作，乌兰夫、李森等人曾在福徵寺与王若飞接头。王若飞在泰安客栈被捕后，乌兰夫、李森在福徵寺躲过特务的追捕。1933年8月，刘仁等人在福徵寺秘密组建中共绥远特委，刘仁任特委书记，吉合任组织部长，梁一鸣任宣传部长，特委机关设在福徵寺小学校长巴增华家的祖院东门大街12号。梁一鸣化名“于岳山”，以福徵寺小学教师的身份住在福徵寺，中共绥远特委的刘仁、吉合、梁一鸣及其他革命者常在福徵寺秘密接头。1939年3月，中共绥远省委成立。在抗日战争中，八路军转战萨拉齐、固阳、武川等地，与敌进行40余次战斗，福徵寺作为中共秘密联络站，组织青年赴延安学习，将从延安来的指战员送往抗日前线。
1948年，内蒙古自治政府派员到福徵寺蒙民生计会了解情况。绥远和平解放後，中国人民解放军进驻该寺，收编李银民团、维持该地治安。
中华人民共和国成立后，福徵寺成为民众集会的场所。1950年，中共土默特旗委在福徵寺成立区公所。1952年，中央少数民族慰问团团长彭泽民一行来到福徵寺，向福徵寺赠送了一面有中国共产党中央委员会主席毛泽东亲笔题词“做民族团结的先锋”的锦旗，时任包头市市长郑天翔代表包头市各族人民接待了彭泽民一行。
文化大革命中，与其他寺庙一样，福徵寺也遭严重破坏，原来近2万平方米的规模仅存不足1/10。1966年，福徵寺被第二皮毛厂征用为仓库。中共十一届三中全会后，1981年福徵寺退还巴氏家族，再次迎来驻庙喇嘛，重塑在文化大革命期间被破坏的佛像。巴氏家族还成立了福徵寺管委会，到21世纪初已经历八任管委会主任。福徵寺至今仍为藏传佛教格鲁派寺院，香火不断，庙内有喇嘛诵经，常年举办宗教活动。
巴建和是福徵寺管委会第八任主任，也是包头市供水总公司东河加压站站长。1983年，刚念完高一的巴建和与本家叔父巴振科等人在福徵寺创立东河区蒙青公司，生产地毯、礼帽、蒙古袍等蒙古族用品，其产品在内蒙古自治区颇为知名，同时解决了200余名各族青年的就业，时任经理的巴振科荣获“全国民族团结先进个人”荣誉称号。1990年代初，在市场经济冲击下，该公司破产。1986年，巴建和接父亲的班，来到自来水厂工作，自此边工作边参与福徵寺的寺庙管理。1989年，巴建和成为福徵寺管委会副主任。因工作优秀，于1994年在单位加入中国共产党。1999年，经过巴氏家族选举和民委同意，巴建和当选福徵寺管委会主任。 
经巴建和努力，福徵寺的主体建筑四大天王殿和大雄宝殿分别在1994年和2012年获得修缮。同时，他还到处搜集文物及资料，并于2006年开始兴建“福徵寺革命纪念馆”。
2009年，福徵寺在福徵寺东院的残址上建成“福徵寺革命纪念馆”。该馆征集了近百件当年革命者的文物，布展有王若飞、乌兰夫、多松年、李裕智等36位革命者的事迹。中华人民共和国建国60周年前夕，福徵寺革命纪念馆举行开馆仪式，原国家副主席乌兰夫的长子布赫为纪念馆题写馆名，原国家民族事务委员会副主任文精、原国家副主席乌兰夫的女儿云曙璧参加开馆仪式，内蒙古自治区人大等单位发来贺信，包头市四大班子领导出席仪式。2006年，福徵寺被列为第四批内蒙古自治区文物保护单位。福徵寺还是包头市民族团结进步教育基地、包头市爱国主义教育基地、内蒙古自治区25个红色旅游经典景点之一、内蒙古自治区4条红色旅游精品线路景点之一。
2013年2月3日农历小年，中共中央政治局常委、国务院副总理李克强再次到包头市东河区北梁棚户区视察，参观三官庙社区居委会办公室。该办公室租借的正是福徵寺的房屋。李克强强调必须下决心抓好北梁棚户区改造。巴建和对此感到高兴，认为这有利于福徵寺的恢复及周边环境的改善。

## 建筑
福徵寺建筑主体为砖石墙壁，用石灰水浇灌成纯白色，包括两层楼堂，底层为经堂，内无间墙，两排圆木柱直通到顶，楼上分为前后两座佛堂，分别供奉释迦牟尼和其它塑画神像。正前方是满面门窗，外有护栏走廊，东西墙壁设长方形小窗，环召有通行走廊和花栏围墙，在召庙两侧，有两所大院，设有客堂、厅舍、厨房货仓、马棚马圈等，总面积约7000平方米。寺内现有天王殿（汉式硬山式建筑），以及主殿（两层汉藏结合式建筑）。